# 今泉博
今泉 博（いまいずみ ひろし、1949年 - ）は、日本の教育者、教育学者、松本大学教授。

## 略歴
北海道函館市生まれ。1971年北海道教育大学卒、東京都公立小学校教員として勤務。2004年北海道教育大学釧路校助教授、教授となり、2015年定年退任、松本大学教育学部教授となる。間違い・失敗を活かし、子どもたちが生き生き学ぶ授業を創造。現場の経験をもとに「教師教育論」「授業論」「学力論」などの研究を進めている。2002年「学びをつくる会」（東京）、2004年「釧路学びをつくる会」の設立に尽力。全国進路指導研究会常任委員。

## 著書
- 『どの子も発言したくなる授業』学陽書房 1995
- 『基礎からよくわかる問題集世界史A』旺文社 1995
- 『子どもの瞳が輝く発見のある授業 教師と子どもは問い問われる関係』学陽書房 1996
- 『世界史A 1997年受験用』 (センター試験傾向と対策) 旺文社 1996
- 『「荒れる」子どもたちに教えられたこと 学校を楽しさと安心の場に』ひとなる書房 1998
- 『崩壊クラスの再建 新しい荒れをらく～に克服する法』学陽書房 1998
- 『学びの発見よみがえる学校』新日本出版社 2001
- 『集中が生まれる授業 子どもが意欲的になるちょっとした工夫』学陽書房 2002
- 『まちがいや失敗で子どもは育つ』旬報社 2003
- 『指名しなくてもどの子も発言したくなる授業』学陽書房 2005

### 共編著・監修
- 『世界史 1993年受験用』 (大学入試傾向と対策) 工藤泰共著 旺文社 1992
- 『国語 (「教え」から「学び」への授業づくり 小学校）』汐見稔幸,上西信夫共編 大月書店 1996
- 『世界近現代史問題集』編 山川出版社 1997
- 『世界近現代史の完全整理』編 山川出版社 1998
- 『なぜ小学生が"荒れる"のか 学級解体の危機を超えて』山崎隆夫共著 太郎次郎社 1998
- 『ふつうの公立学校で「総合的な学習の時間」をどう創るか 子どもと拓く「学び」の世界』岩辺泰吏,菊地良輔共著 民衆社 1999
- 『漢字 日本語のパワー再発見!』 (やってみたい総合学習) 関口シュン絵, 監修 草土文化 2001
- 『学級経営力』 (若い教師のステップアップ) 山崎隆夫,渡辺克哉,佐藤隆共編著 旬報社 2004
- 『教師力』 (若い教師のステップアップ) 佐藤隆共編著 旬報社 2004
- 『生活指導力』 (若い教師のステップアップ) 佐藤隆, 山崎隆夫共編著 旬報社 2004
- 『授業力』 (若い教師のステップアップ) 山崎隆夫,渡辺克哉, 佐藤隆共編 旬報社 2004
- 『不登校からの旅立ち』編著 旬報社 2006
- 『山川一問一答世界史』編 山川出版社 2015
- 『センター試験への道世界史問題と解説 世界史B 第8版』年森寛共編 山川出版社 2015
- 『世界史の完全整理 世界史B 新版』編 山川出版社 2016